# Habib ibn Muzahir
Habib ibn Muzahir al-Asadi (arabisch حَبِيب ٱبْن مُظَاهِر ٱلْأَسَدِيّ, * 605; † 10. Oktober 680) war ein Gefährte des Propheten Muhammad. Außerdem soll er mit dem ersten Imam der Schiiten und vierten Kalifen der Sunniten Ali ibn abi Talib, dem zweiten Imam der Schiiten Hassan ibn Ali und dem dritten Imam der Schiiten Hussain ibn Ali befreundet gewesen sein. Er gehörte dem Banu-Asad Clan an. Er nahm an der Schlacht von Kerbela teil und wurde im Alter von 75 Jahren zum  islamischen Märtyrer.

## Schlacht von Kerbela
Die Armee von Hussain ibn Ali war in 3 Abschnitte aufgeteilt, die linke Flanke, die rechte Flanke und die Ahl al-bait Flanke. Habib ibn Muzahir wurde die Verantwortung über die linke Flanke übertragen.
Habib ibn Muzahir tötete 62 Personen, bevor er selber starb. Er liegt im Imam-Husain-Schrein begraben.